# Edward Okuń

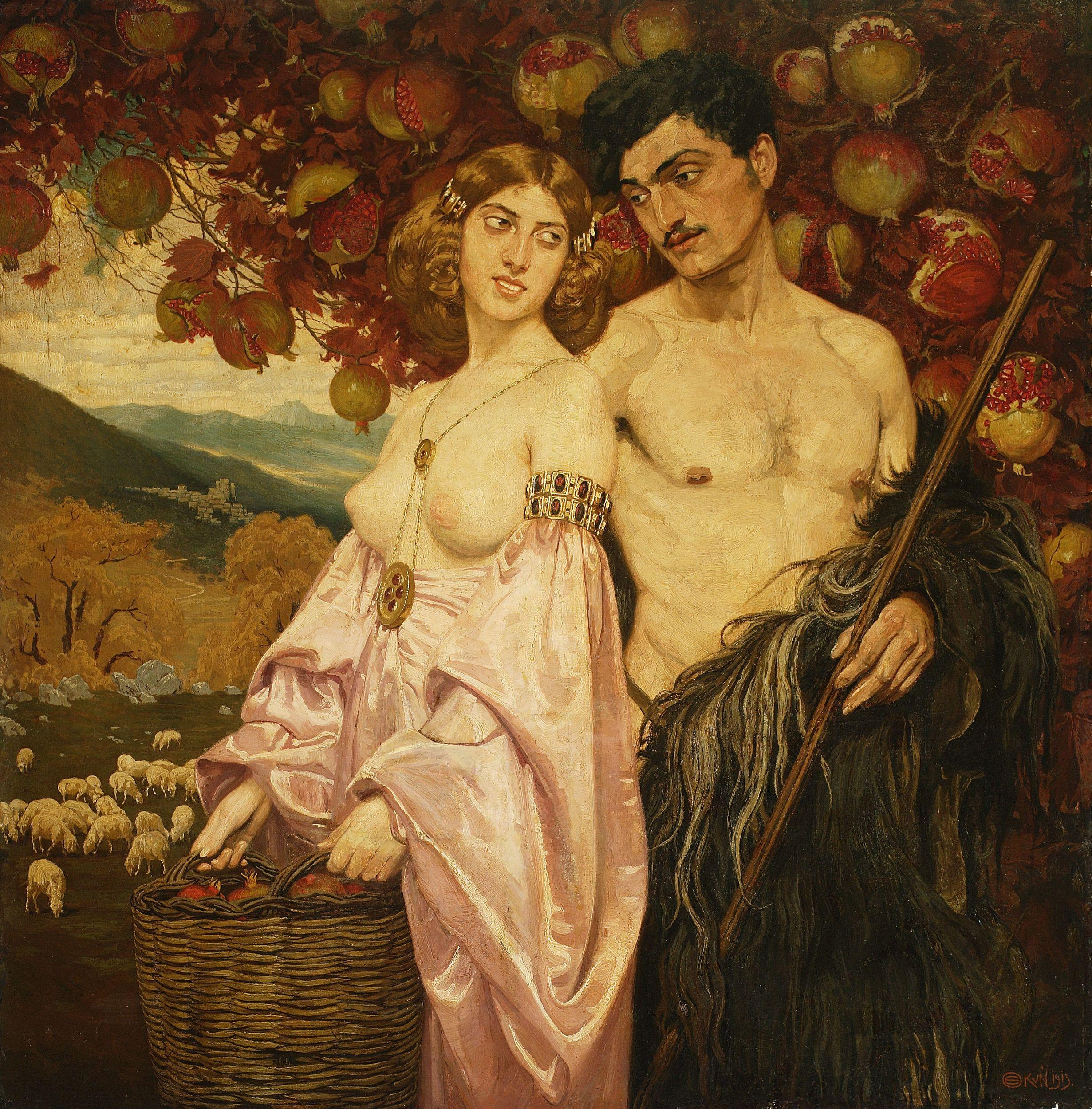
Selbstporträt, 1913

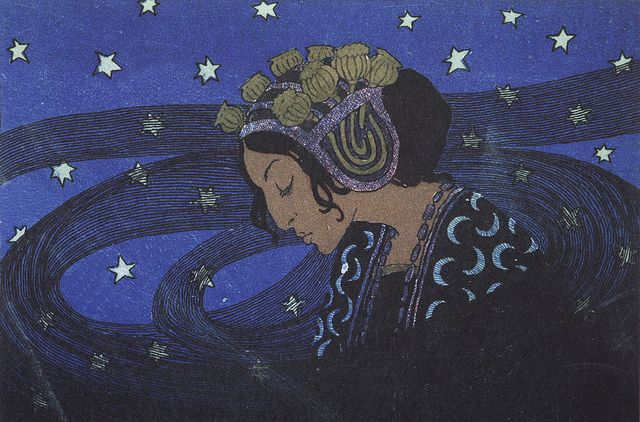
Chimera 1903

Edward Okuń (* 1872 in Wólka Zerzeńska bei Warschau; † 1945 in Skierniewice) war ein polnischer Maler des Jugendstils, Mitglied von Freimaurerlogen.
Er entstammte einer Adelsfamilie, wurde früh Vollwaise. Er wurde von den Großeltern erzogen. 
Er begann 1890–1891 den Unterricht bei der Zeichnungsklasse von Wojciech Gerson in Warschau. Danach studierte er 1891–1893 an der Akademie der Bildenden Künste Krakau u. a. bei Jan Matejko, in München bei Anton Ažbe und in Paris. 1897 kam er nach Ungarn, um bei Simon Hollósy zu studieren. 1898–1918 wohnte er in Rom, besuchte Sorrent, Amalfi, Capri, Venedig und Padua. In Rom nahm er an der Gründung der Freimaurerloge „Polonia“ teil. 
1921 siedelte er nach Warschau um. 1925 wurde er zum Professor an der Schule der Bildenden Künste berufen, 1933–1934 war deren Rektor. Er gründete in Warschau die Freimaurerloge „Kopernikus“. Auch war er stellvertretender Vorsitzender der Gesellschaft für Förderung der Schönen Künste in Warschau.
Während des Zweiten Weltkrieges wohnte er in Warschau. Nach dem Warschauer Aufstand 1944 kam er nach Skierniewice, wo er infolge einer zufälligen Schießerei im Januar 1945 tödlich verunglückte. 
Edward Okuń blieb dem Jugendstil sein ganzes Leben treu. Er beschäftigte sich mit der Malerei, Buchgrafik, schuf auch Fresken auf der Fassade seines Wohnhauses auf dem Warschauer Altstadtmarkt. Er entwarf Umschläge für die Münchener Zeitschrift „Jugend“ und für die Warschauer „Chimera“. 

## Bibliografie
- M. Wallis, 1974: Secesja, Arkady-Verlag, Warschau 1974.

## Weblinks

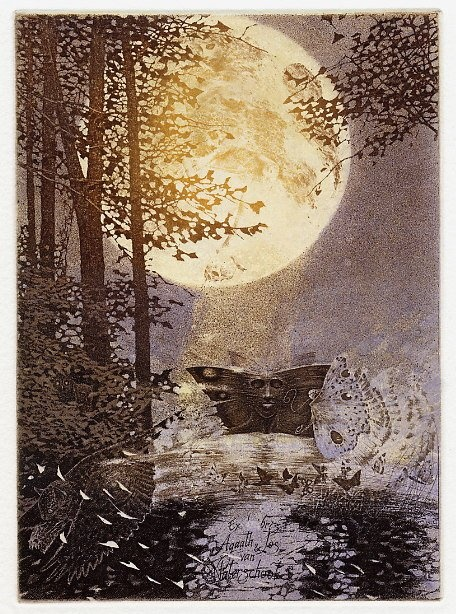
Nachtfalter
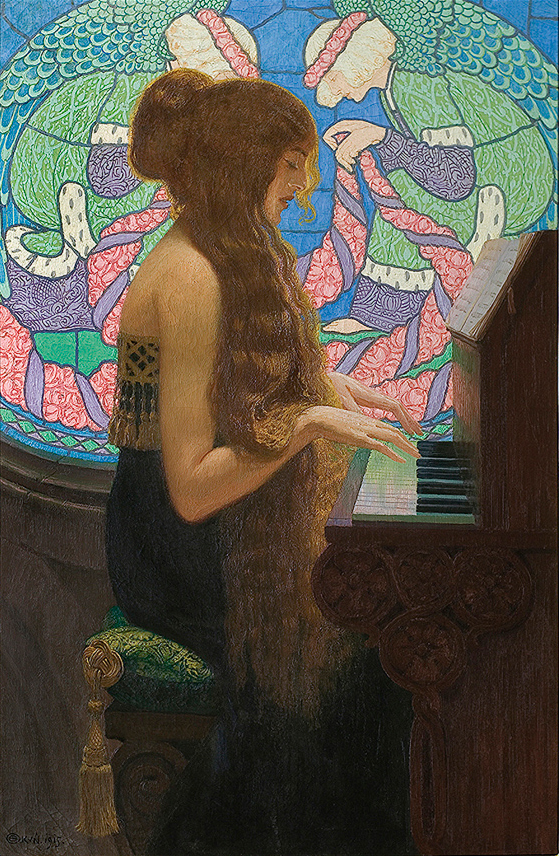
Musica Sacra
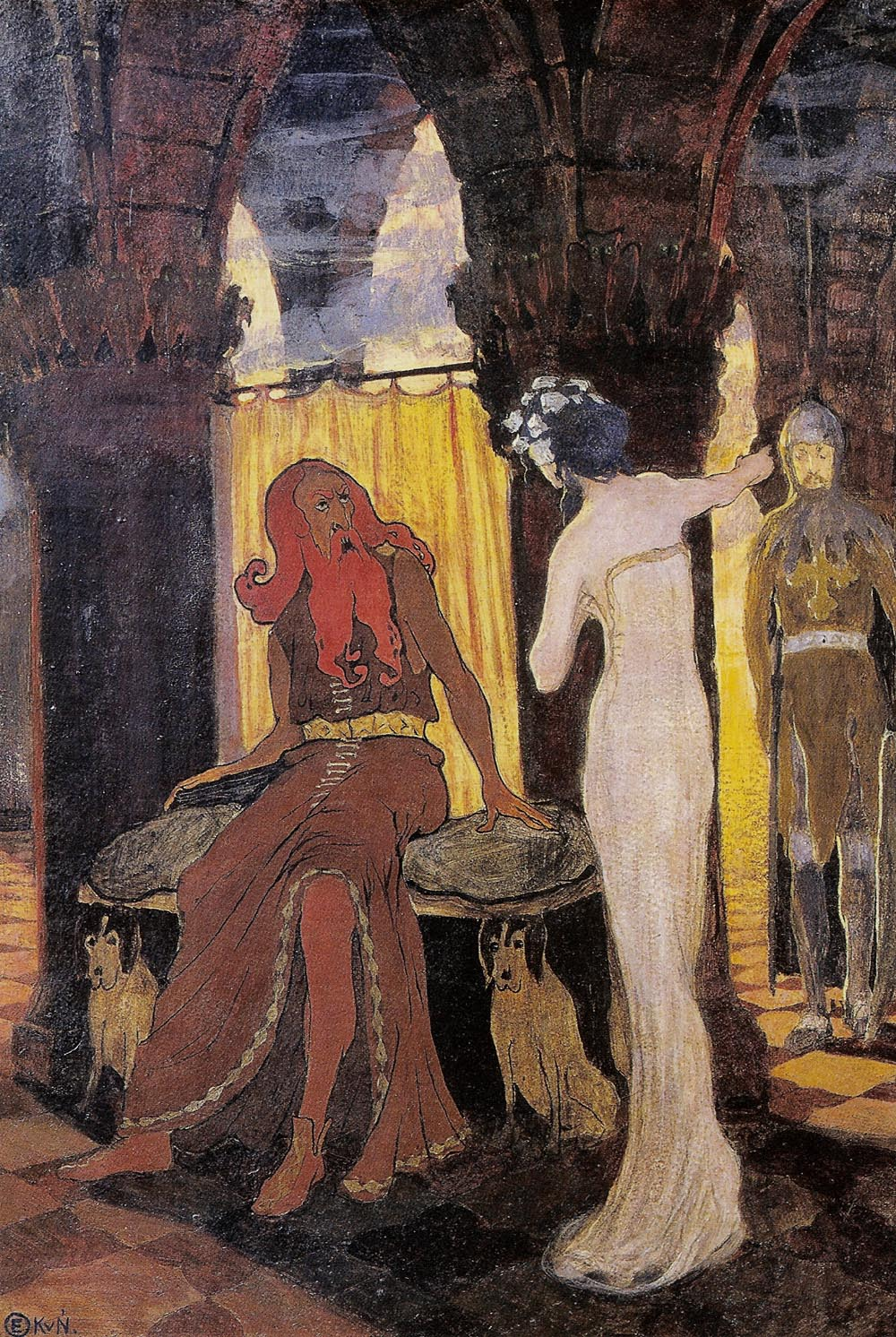
Legende
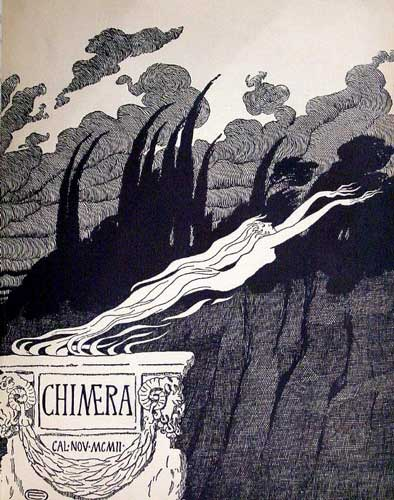
”Chimera” Umschlag
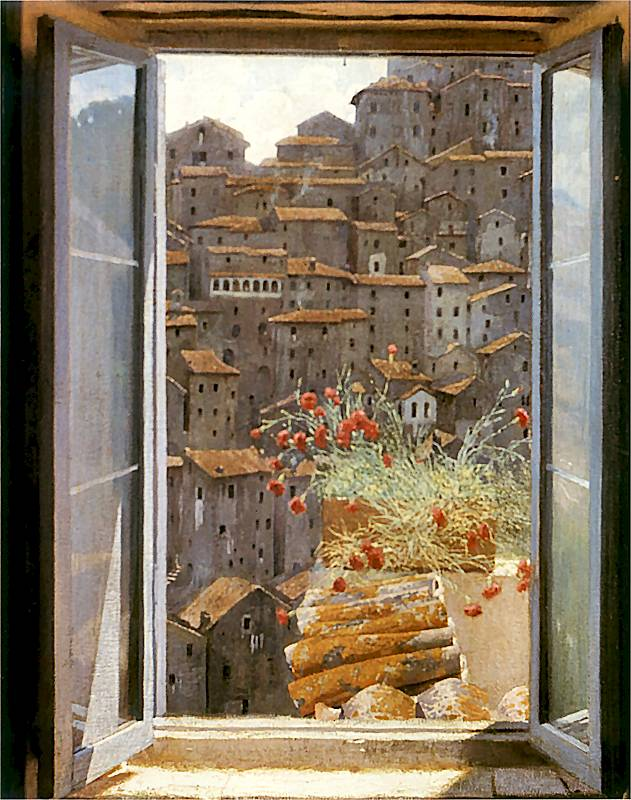
Blick vom Fenster